# یهودیان اسرائیلی
منظور از یهودیان اسرائیلی (عبری: יהודים ישראלים) شهروندان یا ساکنین یهودی اسرائیل، و نیز بازماندگان مهاجران یهودی اسرائیلی در خارج از اسرائیل است.

## تهدید جمعیتی عرب‌ها
در بخش شمالی اسرائیل، درصد جمعیت یهودی در حال کاهش است. افزایش جمعیت عرب‌های داخل اسرائیل و اکثریتی که در دو منطقه مهم جغرافیایی - جلیل و مثلث - دارند، در سال‌های اخیر به نقطه‌ای حساس در مباحثات سیاسی تبدیل شده است.
اصطلاح "تهدید جمعیتی" (یا "بمب جمعیتی") در حوزه سیاسی اسرائیل برای توصیف رشد جمعیت شهروندان عرب این کشور استفاده می‌شود، به‌عنوان تهدیدی برای حفظ وضعیت اسرائیل به‌عنوان یک کشور یهودی با اکثریت جمعیت یهودی. تاریخ‌نگار اسرائیلی، بنی موریس، اظهار می‌دارد: "عرب‌های اسرائیلی یک بمب ساعتی هستند. گرایش آن‌ها به فلسطینی‌شدن کامل، آن‌ها را به عنوان یک نماینده دشمن در میان ما تبدیل کرده است. آن‌ها می‌توانند به ستون پنجم تبدیل شوند. از لحاظ جمعیتی و امنیتی، آن‌ها ممکن است بنیان دولت را تضعیف کنند؛ بنابراین، اگر اسرائیل دوباره با تهدید وجودی مانند سال ۱۹۴۸ مواجه شود، ممکن است مجبور به اقداماتی مشابه شود. اگر مصر (پس از یک انقلاب اسلامی در قاهره) و سوریه به ما حمله کنند و موشک‌های شیمیایی و بیولوژیکی به شهرهای ما شلیک شود، و در عین حال فلسطینی‌های اسرائیلی از پشت به ما حمله کنند، امکان وقوع یک وضعیت اخراج وجود دارد. اگر تهدیدی وجودی برای اسرائیل باشد، اخراج قابل توجیه خواهد بود."
اما یک مطالعه نشان داد که در سال ۲۰۱۰، نرخ تولد یهودیان ۳۱٪ افزایش یافت و ۱۹٬۰۰۰ یهودی دیاسپورا به اسرائیل مهاجرت کردند، در حالی که نرخ تولد عرب‌ها ۱٫۷٪ کاهش یافت. تا ژوئن ۲۰۱۳، تعدادی از جمعیت‌شناسان اسرائیلی، مسئله به‌اصطلاح «بمب ساعتی جمعیتی عرب‌ها» را یک افسانه دانستند و به کاهش نرخ تولد عرب‌ها و مسلمانان، افزایش تدریجی نرخ تولد یهودیان اسرائیلی، کمپین‌های بی‌مورد ترساندن جمعیتی، و آمار اغراق‌شده منتشرشده توسط دولت فلسطین اشاره کردند.